# Ignacio Barrios
Ignacio Barrios (Zacualpan, Estado de México, 10 de marzo de 1930-Ciudad de México, 22 de enero de 2013) fue un pintor mexicano conocido por su dedicación completa a la acuarela; se le considera uno de los acuarelistas más importantes de su país o posiblemente el más destacado de ellos. Aunque sus temáticas son variadas, el paisaje es parte distintiva de su obra.

## Biografía
Sus padres fueron Eustolio Barrios Hernández, minero y agricultor, e Isabel Prudencio Flores. Ambos procrearon cinco hijos e Ignacio es el menor de ellos. Desde niño sintió una gran admiración por la naturaleza, quizá por influencia de su padre, quien trabajaba cuidando los bosques de la tala ilegal por las mañanas y le enseñó a su hijo un profundo amor y respeto por el lugar en que vivían. La familia Barrios se sostuvo durante muchos años de la venta de flores y frutos que cosechaban en su parcela; años después, estas primeras impresiones que Barrios se llevó del mundo las consagraría definitivamente a través de su pintura en forma de bodegones y flores multicolores.
Su interés por la pintura fue muy notorio desde sus primeros años; constantemente faltaba a clases para irse a dibujar al campo, lo que le ocasionó problemas escolares y familiares. Debido a las profundas carencias materiales de su familia, se las ingenió para construir él mismo sus materiales de pintura; por ejemplo, cuando necesitaba con qué pintar, arrancaba a varios caballos sus crines y las amarraba con ramas de tal forma que les sirvieran de pincel.

“Comencé a pintar desde los primeros años de mi vida y mi primera acuarela la realicé cuando apenas contaba con siete u ocho años; por supuesto que en aquel entonces no podía yo distinguir lo que era el arte y mi interés se concretaba únicamente a dibujar y pintar. Al paso del tiempo, mi afición y entusiasmo fueron creciendo tanto que frecuentemente no asistía a la escuela para irme de pinta al campo y deleitar mis sentidos con la naturaleza, lo que propició que me reprobaran segundo y tercero, y que mi padre me impusiera severas sanciones semanas tras semanas, por lo cual sólo llegué a estudiar hasta el quinto año. Así, después de estudiar ocho años (1937-1945) en la Escuela Primaria ‘Roque Díaz’ de Zacualpan y no resistiendo más los castigos, escapé de mi pueblo…"

Es por esa razón que Barrios llega en 1946 a Cuernavaca, Morelos, atendiendo a la invitación de una persona que le había prometido clases de pintura si se trasladaba a esa ciudad; grande fue su desilusión cuando le entregaron una brocha gorda y un bote de pintura con la instrucción de pintar la pared de un local comercial. El acuarelista afirma lúdicamente que esa fue su primera obra formal. Esperó un año para salir de Cuernavaca y se trasladó a la Ciudad de México, donde ingresó a la Academia de San Carlos (1948) gracias al apoyo de Diego Rivera, a quien conoció a su llegada a la capital y quien le asesoró en cuestiones de dibujo y color.
En 1949 trabajó como rotulista en Eureka Rótulos Neón, donde conoció a Alejandro Tajonar Torres, su primer mecenas, quien le pagó durante tres años (1950-1952) sus estudios en la Escuela Libre de Arte y Publicidad, donde tuvo como maestro a Ricardo Bárcenas. En esta época conoció a otros maestros influyentes en su desarrollo artístico como Carlos Inclán y el general Ignacio M. Beteta. Al final de sus estudios ganó un concurso de dibujo cuyo premio le permitió ingresar como dibujante a la hoy extinta Mexicana de Aviación, en donde conoció a su segundo mecenas, José Antonio Patiño, quien pronto reconoció que el arte era la verdadera vocación de Ignacio Barrios y no el dibujo comercial. Por ello le patrocinó varios viajes por el mundo, así como diversas exposiciones. A partir de ese momento (1965) y gracias al apoyo del señor Patiño, se empezó a dedicar por completo a la acuarela.

## Formación e influencias
Aunque estudió siete meses en la Academia de San Carlos (1948), un año (1948-1949) en la Escuela de Pintura y Escultura “La Esmeralda”, donde tuvo a Raúl Anguiano como maestro de dibujo, Ignacio Barrios es rigurosamente un pintor autodidacta en constante renovación y cambio. Sintió que los estudios académicos no satisfacían sus múltiples inquietudes y decidió salirse de las academias para aprender por cuenta propia.
A pesar de lo anterior es notoria la influencia inicial de Ricardo Bárcenas en el dibujo, así como de Ignacio M. Beteta en materia paisajística en sus obras tempranas. Una referencia importante para el artista mexiquense es William Turner, gran pintor británico, de quien ha tomado diversos elementos para conseguir texturas y atmósferas propias. Del acuarelista estadounidense John Marin ha tomado la libertad de la pincelada y el manejo de la humedad.

## Obra
Inició su obra con el paisaje clásico y académico. Según la crítica, ha recorrido en sus obras el estilo costumbrista, impresionista y surrealista. En los últimos años ha abandonado ocasionalmente la obra figurativa para centrarse en la creación semiabstracta. Sus motivos principales son el paisaje tanto mexicano como extranjero, paisaje urbano, marinas, bodegones, figura humana, retratos, obra abstracta y semiabstracta. Aunque en sus primeros años se consolidó como un gran paisajista, es necesario destacar el alto nivel estético al que ha llegado en el desarrollo y ejecución de la figura humana.
De 1965 a 1981 su obra se caracterizó por el uso de grises y ocres con los que alcanzó tonalidades armoniosas. Además, se trata de un periodo altamente europeizante puesto que parte significativa de su desarrollo como pintor se dio en ese continente. A partir de los años 80, su obra se convirtió en una gran gama multicolor que ha inyectado fuerza expresiva a su pintura.
La obra de Ignacio Barrios tiene un estilo claramente reconocible. El dominio del agua y el manejo de la humedad (que hace todavía más difícil la técnica de la acuarela), junto con los recursos del impresionismo, han permitido que al artista logre “dejar al agua hablar su propio idioma”, según refiere el pintor.

## Premios y reconocimientos
El pintor Ignacio Barrios ha sido merecedor de diversos homenajes, premios y reconocimientos a lo largo de su vida. Destacan entre ellos el premio a la mejor acuarela que le otorgó el Círculo de Acuarelistas de México, por su pintura El valle del silencio, en 1981; la entrega de la Presea José María Velasco, del Estado de México, por sus logros alcanzados en el terreno de las artes plásticas, en 1986. En el año de 2004, el gobernador del Estado de México en aquel tiempo, Arturo Montiel Rojas, ofreció un homenaje al pintor en el marco de la reinauguración del Museo de la Acuarela de Toluca, en el que se consagró una sala permanente a Ignacio Barrios. El Noticiero Continental de Cine le ha dedicado nueve programas.
Desde los años 80 se dedica a la labor docente y ha formado a una generación de acuarelistas. Entre sus alumnos destacados se puede citar a Gabriela Abud y Ulises Castro, entre otros.

## Exposiciones
Su primera exposición individual la realizó en el Palacio Cantón de Mérida, Yucatán, en 1964. Sus obras han sido expuestas en Jamaica, Estados Unidos, Inglaterra, Canadá, Japón, España, Alemania, Italia, Polonia, Unión Soviética, República Socialista Soviética de Ucrania, República Socialista Soviética de Estonia, Argentina, El Salvador y Colombia.